# 桐生大學
桐生大学（日语：きりゅうだいがく，英语：Kiryu University）是一所日本的私立大学，总部位于群马县绿市笠悬町阿左美606-7。 成立于2008年，同年设置大学。 大学的缩写是桐大。

## 校园
医疗保健学部与短期大学部位于群马县绿市笠悬町阿左美606-7。

## 相关项目
- 日本私立大学一览
- 桐生大学绿色竞技场- 绿市民体育馆的昵称。 2008年桐生大学获得冠名权。